# Сибірська платформа

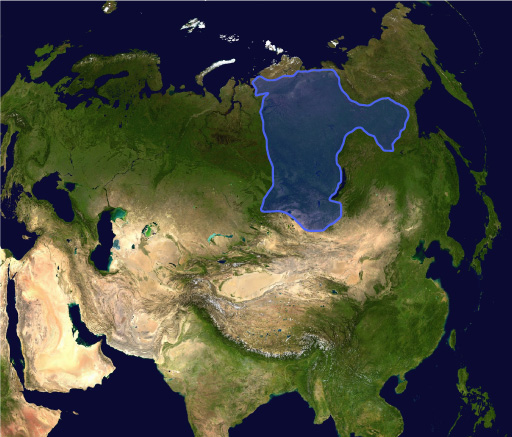
Сибірська платформа на мапі Євразії

Сибі́рська платфо́рма — велика геологічна область на північному сході Євразійської плити. 

## Загальна характеристика
Це один з найдавніших блоків континентальної кори Землі. Її підмурівок утворився в археї, згодом він неодноразово покривався морями, в яких сформувався потужний осадовий чохол. На платформі відбулося декілька етапів внутрішньоплитного магматизму, найбільшою з яких є утворення сибірських трапів на межі пермі і тріасу. До і після трапових інтрузій були спорадичні спалахи кімберлітового магматизму, які сформували великі родовища алмазів.
Платформа відповідає і теоретичному древньому північному континенту Ангарида, який існував з пізньоордовицької епохи до мезозою включно і сформувався при об'єднанні трьох значних масивів суші: Обії, Байкаліди і Анабар. Ангариду (на півночі) і Гондвану (на півдні) розділяло море Тетіс.
Західна межа платформи збігається з долиною р. Єнісей; північна — з південною околицею гір Бирранга; східна — з низовиною р. Лени (Приверхоянський крайовий прогин); на південному сході межа підходить до південного краю хребта Джугджур; на півдні вона проходить уздовж розломів по південній околиці Станового і Яблоневого хребтів; потім, огинаючи із півночі по складній системі розломів Забайкалля і Прибайкалля, спускається до південного краю оз. Байкал; південно-західна межа платформи тягнеться уздовж Головного Східно-Саянського розлому.

## Геологічна будова
У будові підмурівку представлені зім'яті в складки сильно метаморфізовані архейські і протерозойські кристалічні породи (гнейси, кристалічні сланці,амфіболіти, чарнокіти, мармури тощо), абсолютний вік яких обчислюється від 2,3 (Анабарський масив) до 3,7 (Канський виступ) млрд років. У складі осадового чохла виділяють відклади від верхнього докембрію до антропогену. Найпоширеніші породи ріфею, кембрію і ордовика, представлені уламковими, карбонатними і соленосними товщами; вони складають Анабарську і Алданську антеклізи, Ангаро-Ленський прогин, Кансько-Ангарську западину й інші платформові структури. Найбільшу синеклізу Сибірської платформи — Тунгуську — заповнюють теригенно-вугленосні відклади карбону і пермі, туфогенні породи — верхньої пермі і тріасу; також поширені, особливо на крилах синеклізи, основні вивержені породи трапи, дайки, жили (долерити, габро-долерити) і покриви (плато-базальти). 
Юрські відкладення заповнюють прогини — Іркутський (Черемховський) прогин і низку інших западин, юрські і крейдові — приурочені до Єнісейсько-Хатанзького і Ленського прогину, Вілюйської синеклізи; у останній розвинені також кайнозойські відкладення. Для північного сходу платформи характерні інтрузивні ультралужні породи (маймечити тощо) і кімберліти, створюючі алмазні трубки.

## Геологічна історія
1. В археї і на початку протерозою утворилася велика частина підмурівку сибірської платформи.
2. В кінці протерозою (Венд) і початку палеозою платформа періодично покривалася мілководним морем, внаслідок чого утворився потужний осадовий чохол.
3. В кінці палеозою закрився Палеоуральський океан, консолідувалася кора Західно-Сибірської рівнини, і вона разом з Східно-Сибірською і Східноєвропейською платформою утворили єдиний континент.
4. У девоні спалах кімберлітового магматизму.
5. На межі перму і тріасу відбувся найпотужніший спалах траппового магматизму.
6. У мезозою деякі частини платформи були залиті епіконтінетальними морями.
7. На межі крейди і палеогену на платформі відбувся рифтогенез і новий спалах магматизму, зокрема карбонатитового і кімберлітового.

## Корисні копалини
Сибірська платформа багата на різні корисні копалини. З фундаментом Сибірської платформи пов’язані родовища залізних руд, слюд, графіту, апатиту та ін. З чохлом — нафти, газу, вугілля, солей, чорних металів, розсипищ золота та ін. На Анабарському щиті розташовані величезні інтрузії анортозитів, що містять поклади титаномагнетитів і апатиту. На території Якутії розташовані численні алмазні трубки. З сибірськими траппами пов'язані мідно-нікелеві родовища норильського району. Є декілька великих вугільних басейнів. У плані нафтогазоносності Сибірська платформа значно бідніша за сусідню Західно-Сибірську низовину. Родовища встановлені в її південній і північній частинах.